# Phoenicoprocta sieboldi
Phoenicoprocta sieboldi är en fjärilsart som beskrevs av Jörgensen 1934. Phoenicoprocta sieboldi ingår i släktet Phoenicoprocta och familjen björnspinnare. Inga underarter finns listade i Catalogue of Life.